# Panic Room
Panic Room ist ein US-amerikanischer Thriller von David Fincher aus dem Jahr 2002. Hauptdarsteller sind Jodie Foster, Kristen Stewart und Forest Whitaker.

## Handlung
Meg Altman, die sich frisch von ihrem Mann Stephen getrennt hat, zieht mit ihrer elfjährigen Tochter Sarah in ein Haus in Manhattan (New York City), das vorher einem behinderten Millionär gehörte. Dieser hatte sich eine Besonderheit einrichten lassen, nämlich einen sogenannten „Panikraum“. Dabei handelt es sich um einen hinter einem Spiegel verborgenen Schutzraum, der zu einer Art Bunker mit mehreren Zentimeter dicken Stahlbetonwänden, Überwachungsmonitoren, separater Belüftung und eigenem Telefonanschluss umgebaut wurde.
Den neuen Bewohnerinnen hilft der Panikraum schon am Abend ihres Einzugs, als drei Einbrecher – Junior, der Enkel des ehemaligen Hauseigentümers, Burnham, ein Mitarbeiter der Sicherheitsfirma, die den Bunker eingerichtet hat, sowie der maskierte und bewaffnete Raoul – in das vermeintlich noch leere Haus eindringen. Da die besondere Telefonleitung noch nicht freigeschaltet ist, ist kein Kontakt zur Polizei möglich. 
Meg und Sarah retten sich in den Schutzraum, wobei sie nicht ahnen, dass sich die Beute, auf die es die Verbrecher abgesehen haben, genau dort befindet. Dies erfahren sie erst, als sie über die Überwachungsmonitore kommunizieren. Es soll sich um mehrere Millionen Dollar handeln. Dadurch entsteht eine Konfliktsituation, weil Mutter und Tochter den Panikraum nicht verlassen wollen und die Ganoven nicht eindringen können. Um die beiden zur Aufgabe zu zwingen, leiten die drei über die Lüftung Gas in den Raum, schaden letztlich jedoch nur sich selbst, da Meg – geschützt durch Löschdecken – das brennbare Gas entzündet und Junior schwer verletzt.
Meg und Sarah versuchen, Kontakt zur Außenwelt aufzubauen, indem sie mit einer Taschenlampe „SOS“ durch ein Lüftungsrohr senden. Als der angeblinkte Nachbar von gegenüber nicht reagiert, gelingt es Meg, das interne Telefon über ein verborgenes Kabel an das öffentliche Netz zu klemmen. Sie schafft es, ihren Ex-Gatten Stephen zu alarmieren, bevor die Einbrecher die Leitung wieder kappen können.
Später entbrennt ein heftiger Streit unter den Einbrechern über die Aufteilung der erhofften Beute, denn Junior „verplappert“ sich, als er den beiden Komplizen vorrechnet, wie viel Geld er bekommen würde, wenn er legal erben würde. Junior hat den beiden anderen von drei Millionen Dollar erzählt, doch die Summe beträgt 22 Millionen. Als Junior nun zu fliehen versucht, wird er von Raoul mit einem Kopfschuss getötet. In diesem Moment erscheint Stephen an der Hintertür, wird von Raoul als Geisel genommen und verprügelt.
Sarahs Blutzuckerspiegel fällt durch den Stress rapide ab. Da sich nichts Zuckerhaltiges im Panikraum befindet, erleidet sie als Diabetikerin einen Anfall. Um zu verhindern, dass sie ins Koma fällt, muss Meg den Panikraum verlassen und eine Glucagon-Spritze holen. Dadurch kommt es zu einer Wende, weil es den Verbrechern in ihrer Abwesenheit gelingt, in den Panikraum zu gelangen. Meg schafft es noch, die Spritze in den Panic Room zu werfen, bevor die Tür sich schließt und dabei eine Hand Raouls einklemmt. Allerdings befindet sich Sarah im Bunker nun in der Gewalt der Gangster. Da Meg Raouls Pistole besitzt, möchten die beiden den Panikraum nicht mehr verlassen. Um Sarah zu retten, verabreicht Burnham ihr die Spritze.
Verschärft wird die Situation dadurch, dass zwei von Stephen alarmierte Polizisten auftauchen. Meg steht nun unter Druck; sie muss die Polizisten daran hindern, ins Haus zu kommen, damit die Verbrecher der im Panikraum eingeschlossenen Sarah nichts antun, was ihr gelingt; denn Raoul drohte über die im ganzen Haus installierte Lautsprecheranlage damit, Sarah ansonsten umzubringen.
Burnham schafft es, den im Boden des Panikraumes eingelassenen Safe zu öffnen und die Beute, sehr wertvolle Wertpapiere, an sich zu nehmen. Als die beiden Verbrecher zusammen mit Sarah den Panikraum verlassen, finden sie ein dunkles Haus vor. Unten werden sie vom schwer verletzten, aber mit Raouls Pistole bewaffneten Stephen erwartet, der sie auffordert, Sarah freizulassen. Burnham bietet an, das Mädchen gegen freien Abzug freizulassen, doch Raoul zögert. Meg kann sich an ihn heranschleichen und mit einem Hammer niederschlagen, während Burnham mit der Beute flüchtet. Nachdem eine Schlägerei zwischen Raoul und den Altmans ausbricht, hört Burnham den Lärm und entschließt sich zögerlich, ins Haus zurückzukehren.
Als Raoul Meg töten will, erschießt Burnham seinen Komplizen und versucht, erneut zu fliehen. Er wird jedoch von einem zeitgleich eintreffenden SWAT-Team gestoppt, das von den beiden Polizisten, die an der Tür waren, gerufen wurde. Meg, Sarah und der schwer verletzte Stephen sind nun in Sicherheit.
Mutter und Tochter machen sich später auf die Suche nach einem neuen Haus.

## Hintergrund
- Der Panikraum ist keine Erfindung des Drehbuchautors. Derartige private Bunker sind insbesondere in den Vereinigten Staaten weit verbreitet; auch im Weißen Haus findet man einen solchen Raum. Durch die vermeintlich vermehrte terroristische oder kriminelle Gewalt stieg auch das Sicherheitsbedürfnis.
- Ursprünglich war für die Rolle der Meg Altman die Schauspielerin Nicole Kidman vorgesehen, die sich jedoch bei den Dreharbeiten zum Film Moulin Rouge verletzt hatte und deswegen ausfiel. In der englischsprachigen Originalfassung hatte Kidman dennoch eine sehr kleine Sprechrolle: Sie leiht der neuen Freundin von Jodie Fosters Filmehemann am Telefonhörer die Stimme.
- Eine Besonderheit für einen Hollywoodfilm: David Fincher drehte Panic Room chronologisch, was bei der Produktion meist einen finanziellen Mehraufwand bedeutet.
- Kameramann Darius Khondji, mit dem Fincher bei Sieben zusammengearbeitet hatte, wurde nach der Hälfte der (nach Studioansicht deutlich zu teuren) Dreharbeiten entlassen und durch Conrad W. Hall, den Sohn des bekannten Kameramanns Conrad L. Hall, ersetzt.
- Bei Kosten von 48 Mio. US-Dollar spielte der Film in den Vereinigten Staaten 95,5 Mio. US-Dollar ein.
- Um sich von der traumatisierenden Situation im Panikraum abzulenken, schließt das Mädchen Sarah die Augen und zählt die einzelnen Studioalben der Beatles auf, etwa Help!, Rubber Soul, Yesterday and Today, Magical Mystery Tour und das Weiße Album, während ihr die Mutter eine Decke umhängt.
- In der fünften Episode der fünften Staffel der US-amerikanischen Fernsehserie Gilmore Girls wird ein Panikraum gezeigt und dabei mehrmals auf den 2002 veröffentlichten Film und die Hauptdarstellerin Jodie Foster angespielt. Im Film Fantasy Island entdecken Brax und J.D. Weaver einen Panikraum. Brax sagt, er käme sich vor, "wie Jodie Foster in diesem Jodie-Foster-Film".

## Kritik
„Mit kameratechnischen Kabinettstückchen gespicktes Spannungskino, das eine komplexe Mutter-Tochter-Beziehung behauptet, ohne sie glaubwürdig zu belegen. Zwar liefert der Film solides Genrekino, doch gemessen an anderen Produktionen David Finchers, der hier seinen eigenwilligen Stilwillen nur aufschimmern lässt, bietet er vor allem nur routiniertes Handwerk.“

## Auszeichnungen
- 2003: Nominierung für den Saturn Award für Jodie Foster
- 2003: ASCAP Award
- Diverse individuelle Auszeichnungen